# Charleroi
Charleroi (wa. Tchålerwè, Châlerwè) – miasto w południowej Belgii, w Regionie Walońskim, w prowincji Hainaut, siedziba administracyjna okręgu Charleroi. Największe miasto prowincji, jedno z większych w kraju. Leży na północno-zachodnim krańcu wyżyny Condroz w Ardenach, nad rzeką Sambrą. Mieszkańcy miasta nazywani są Carolos. Pod względem liczby mieszkańców jest największym miastem Walonii.

## Historia

### Początki
Obszar Charleroi był zamieszkany już w czasach prehistorycznych. Kilka budynków publicznych, świątyń i willi wzniesiono na tym terenie w czasach rzymskich. Odnaleziono także miejsca pochówku. Pierwsza pisemna wzmianka o miejscu zwanym Carnotus znajduje się na poliptyku z 863 znajdującym się w opactwie benedyktyńskim w Lobbes. W 980 występuje nazwa Karnoit a w 1188 Charnoy. W średniowieczu Charnoy było jedynie małą wioska, liczącą nie więcej niż 50 mieszkańców, położoną w hrabstwie Namur.

### Powstanie miasta
Historia miasta Charleroi zaczyna się w roku 1666. Wiosną tegoż roku Francisco de Moura, gubernator Niderlandów w służbie pięcioletniego króla Hiszpanii Karola II, skonfiskował te tereny lokalnym lordom, by wybudować fortecę nad Sambrą. We wrześniu zmieniono nazwę z Charnoy na Charles-Roy, na cześć Karola II. W rejestrze parafii w Charnoy z roku 1666 znaleźć można chronostych "FVNDATVR CAROLOREGIVM (MLCDVVVI)". Rok później, podczas wojny dewolucyjnej, francuska armia Ludwika XIV pod dowództwem Turenne'a obległa nieukończoną fortecę. Sebastian Vauban dokończył budowy fortyfikacji; przyszłe miasto otrzymało przywileje; zbudowano most na rzece, a wolna ziemia została rozdzielona pomiędzy mieszkańców.

### Od roku 1666 do rewolucji belgijskiej

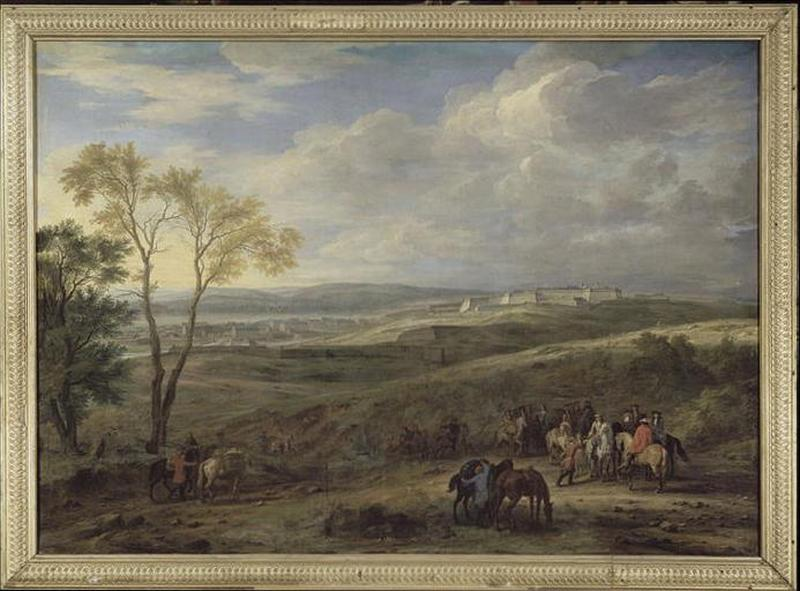
Oblężenie Charleroi w 1667

Krótko po powstaniu miasto zostało oblężone przez Holendrów, przekazane Hiszpanom w roku 1678 (Traktat w Nijmegen), zdobyte przez Francuzów w 1693, następnie znów przekazane Hiszpanom w 1698 (traktat w Rijswijk), kolejno przejęte przez Francuzów, Holendrów i Austriaków w 1714 (Traktat z Baden). Francuski książę Conti zajął ponownie miasto w 1745, ale zostało ono oddane Austrii w 1748 roku. Wtedy rozpoczął się okres dobrobytu pod rządami Józefa II. Węgiel, szkło i stal były podstawą przemysłu, który powstał w poprzednich stuleciach i teraz mógł się rozwijać.
Problemy zaczęły się ponownie w roku 1790, kiedy wojna domowa doprowadziła do powstania Zjednoczonych Niderlandów. Austriacy okupujący miasto zostali zmuszeni do wycofania po bitwie o Jemappes (6 listopada 1792), ale powrócili cztery miesiące później. 12 czerwca 1794 roku armia francuskich rewolucjonistów pod wodzą Jean-Baptiste Jourdana zajęła Charleroi i odniosła zwycięstwo w decydującej bitwie pod Fleurus. Miasto przyjęło rewolucyjną nazwę Libre-sur-Sambre (w użyciu do roku 1800). Napoleon spędził w Charleroi kilka dni w lipcu 1815 roku, przed bitwą pod Waterloo. Po porażce Francji cały ten teren został w 1815 zaanektowany przez Niderlandy, a wokół miasta zbudowano nowe mury obronne.

### Od roku 1830

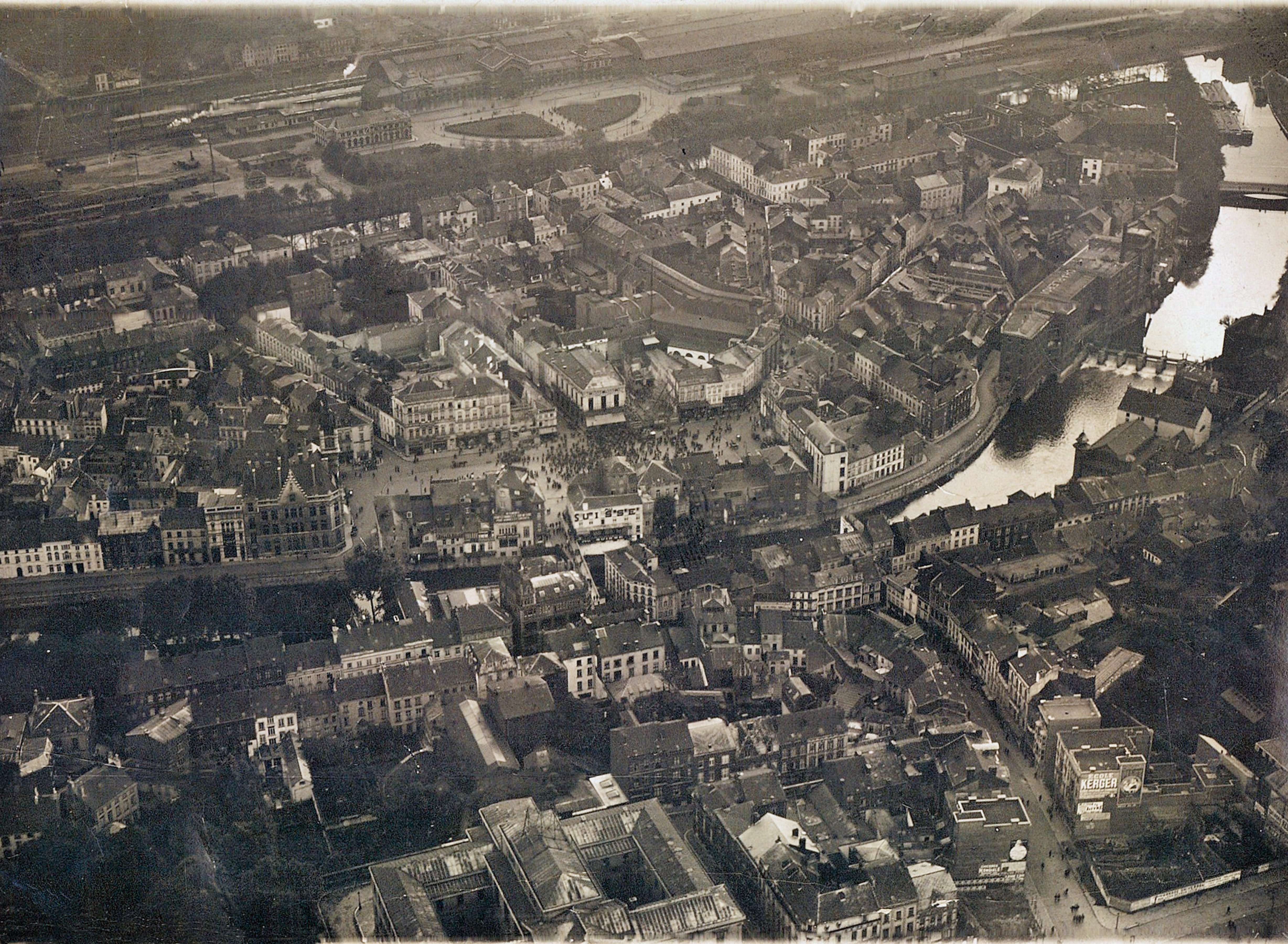
Charleroi w 1919

Rewolucja belgijska w 1830 roku rozpoczęła nowy okres dobrobytu, ciągle oparty głównie na szkle, metalurgii i węglu, w związku z czym region ten otrzymał nazwę „Czarny kraj” (fr. Le Pays Noir). Po rewolucji przemysłowej Charleroi skorzystało na zwiększeniu zużycia koksu w przemyśle metalurgicznym. Ludzie z całej Europy przyjeżdżali do Charleroi zwabieni perspektywami ekonomicznymi, w związku z czym liczba mieszkańców gwałtownie wzrosła. W 1871 roku mury obronne zostały rozebrane.
Ze względu na strategiczne położenie miasta nad Sambrą, w czasie I wojny światowej toczyły się o nie ciężkie walki. W dniach 21–23 sierpnia 1914 Niemcy i Francja stoczyły bitwę pod Charleroi, z której zwycięsko wyszli Niemcy, zadając Francuzom ciężkie straty. 22 sierpnia 1914 Niemcy dopuścili się rzezi 383 cywilów na przedmieściach miasta. Po II wojnie światowej w mieście upadł ciężki przemysł. Obecnie razem z najbliższymi gminami, Charleroi jest największym miastem w Walonii i czwartym pod względem wielkości miastem w Belgii.

## Podział administracyjny

Podział administracyjny Charleroi

| #  | Nazwa                      | Powierzchnia | Populacja (2022) |
| -- | -------------------------- | ------------ | ---------------- |
| 1  | Charleroi (I)              | 3,85         | 20 144           |
| 2  | Dampremy (II)              | 2,75         | 6 807            |
| 3  | Lodelinsart (III)          | 2,95         | 8 459            |
| 4  | Gilly (IV)                 | 7,39         | 19 957           |
| 5  | Montignies-sur-Sambre (V)  | 6,04         | 18 641           |
| 6  | Couillet (VI)              | 5,00         | 11 458           |
| 7  | Marcinelle (VII)           | 13,22        | 23 604           |
| 8  | Mont-sur-Marchienne (VIII) | 9,27         | 12 565           |
| 9  | Marchienne-au-Pont (IX)    | 6,74         | 15 064           |
| 10 | Monceau-sur-Sambre (X)     | 7,09         | 9 742            |
| 11 | Goutroux (XI)              | 2,70         | 2 911            |
| 12 | Roux (XII)                 | 5,51         | 8 773            |
| 13 | Jumet (XIII)               | 12,65        | 24 585           |
| 14 | Gosselies (XIV)            | 12,11        | 10 774           |
| 15 | Ransart (XV)               | 5,69         | 8 937            |

## Gospodarka
Do 1990 główny ośrodek południowo-belgijskiego zagłębia węglowego. Wokół miasta znajduje się sporo hałd. Rozwinięty przemysł ciężki: hutnictwo żelaza i stali, a także ołowiu, ponadto przemysł maszynowy, elektrotechniczny (produkcja urządzeń elektrycznych), lotniczy (firmy SABCA, Sonaca), chemiczny (zakłady koncernu Solvay SA), a także materiałów budowlanych (głównie szklarskich) i spożywczy. Port rzeczny połączony Kanałem Charleroi–Bruksela. Duży węzeł kolejowy i drogowy. instytuty Institut Pédagogique et Social de Marcinelle (IPSMa) i Institut Provincial de Kinésithérapie de Nursing et d'Ergothérapie (IPKNE), politechnika.

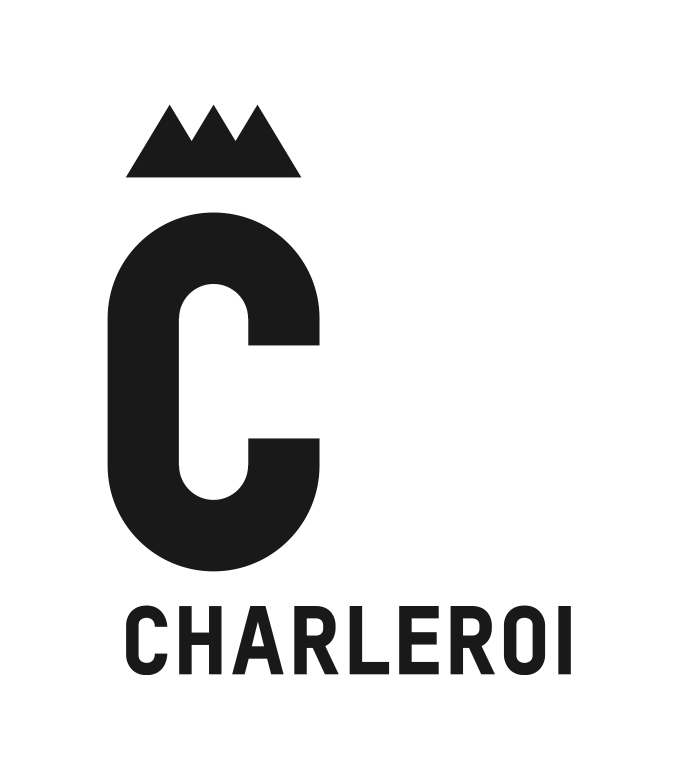
Logo miasta

## Transport

### Komunikacja miejska

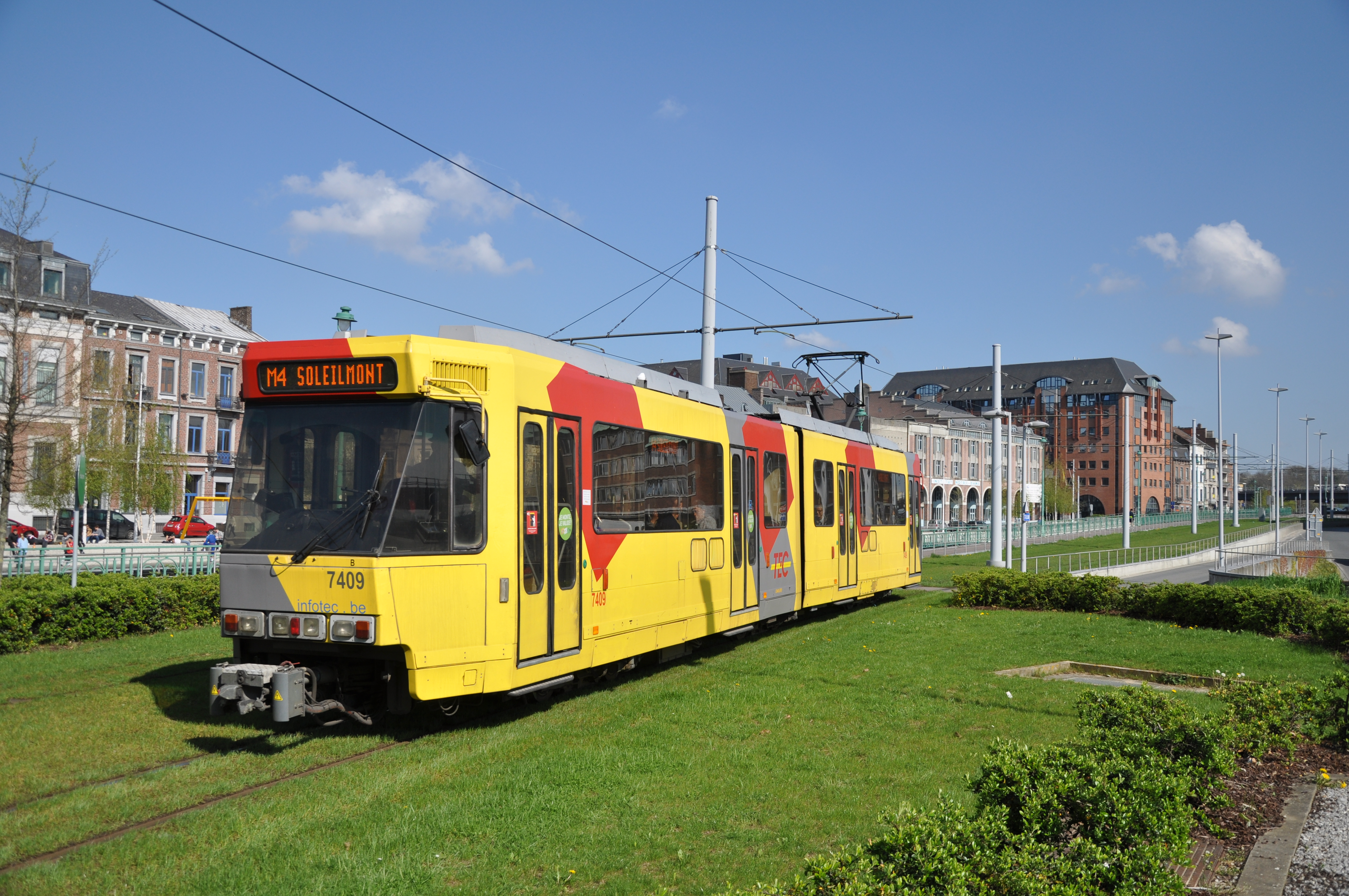
Tramwaj w Charleroi

Komunikację miejską zapewnia waloński przewoźnik TEC. Region Charleroi jest obsługiwany przez linie autobusowe i system premetra (Métro Léger de Charleroi). Premetro jest znane z przejęcia jednej z niewielu istniejących kolejek wąskotorowych zwanych Interurban, dawnej belgijskiej sieci tramwajowej.

### Metro
Część linii nie została wybudowana, niektóre wybudowano częściowo, a inne wybudowano, ale nigdy nie oddano do użytku. W latach 60. zaplanowano sieć linii kolejowych długości 48 km, operujących na liniach regularnych kolei, składającą się z ośmiu linii rozchodzących się promieniście od centrum w stronę przedmieść. Jednakże zbudowano i oddano do użytku tylko jedną całą linię (do Pétria), część innej linii (do Gilly) i trzy czwarte pętli. Infrastruktura ta powstała w latach 1976 – 1996. Wysokie koszty budowy, upadek przemysłu ciężkiego i kwestionowanie zakresu projektu w porównaniu do aktualnych potrzeb są powodami nieukończenia planu.
Pętla wokół centrum i linia z Gilly do Soleilmont zostały oddane do użytku 7 lutego 2012. 22 czerwca 2013 uruchomiono odcinek Piges – Gosselies. Część innego odgałęzienia do Châtelet została ukończona, ale nigdy nie oddana do użytku i prawdopodobnie nigdy nie zostanie otwarta.

### Lotnisko
Z portu lotniczego Bruksela-Charleroi (Brussels South Charleroi Airport) korzystają tanie linie lotnicze Ryanair (loty do 35 portów lotniczych, m.in. do Wrocławia, Dublinu, Barcelony, Madrytu, Turynu, Walencji i Wenecji), Wizz Air (loty do Budapesztu, Bukaresztu, Katowic, Sofii i Warszawy) oraz włoski przewoźnik On Air oferujący sezonowe loty do Pescary we Włoszech.
Lotnisko obsługuje drugi terminal pasażerski. Poprzedni (zbyt mały) został zastąpiony w 2007 roku. Przy czym, nowy zbudowano po drugiej stronie pasa startowego, w odległości kilku kilometrów od pierwszego. Decyzja ta budzi do dziś wiele kontrowersji. Po pierwsze, stary terminal został zupełnie porzucony, co nie jest typową praktyką (zwykle nowy terminal dobudowuje się do starego i powiększa w ten sposób wspólną powierzchnię). Po drugie - lotnisko w Charleroi stało się w wyniku tej decyzji jednym z niewielu na świecie, na którym samoloty nadlatujące z północnego wschodu po wylądowaniu wykonują pętlę z obrotem o 270 stopni i przed dotarciem do terminala pasażerskiego ponownie przecinają pas startowy (w takim samym stopniu dotyczy to samolotów startujących w kierunku północ-wschód). Według wielu specjalistów jest to zbyt duże i niepotrzebne ryzyko.

## Turystyka
- beffroi, która znajduje się na liście światowego dziedzictwa UNESCO
- Złoty dom zbudowany w 1899 roku przez architekta Alfreda Frère'a. Nazwa tego budynku pochodzi od złotego sgraffito zdobiącego fasadę
- muzea: Muzeum Fotografii (Musée de la photographie), sztuki i historii Musée Baron-Martin, BPS22 (muzeum sztuki prowincji Hainaut), Muzeum Sztuk Pięknych (Musée des Beaux-Arts)
- Koszary kaprala Trésigniesa, w których mieści się m.in. muzeum Musée des Chasseurs à pied
- kościół pw. św. Krzysztofa (Saint-Christophe)
- zabytkowy pasaż handlowy Passage de la Bourse

## Sport
W mieście mają siedziby klub piłkarski Royal Charleroi, którego domowym obiektem jest Stade du Pays de Charleroi, oraz klub futsalowy Action 21 Charleroi.
W Charleroi znajduje się start odbywającego się co rok jednodniowego wyścigu kolarskiego La Flèche Wallonne, zaliczanego do cyklu UCI ProTour.

## Osoby

### urodzone w Charleroi
- Jules Destrée, prawnik i polityk (urodzony w dzielnicy Marcinelle, XIX wiek)
- Georges Lemaître, ksiądz i astronom (XIX wiek)
- Fabrice Lig, producent muzyczny (XX wiek)
- Joseph Maréchal, filozof (XIX wiek)
- Joëlle Milquet, polityk (XX wiek)
- Chantal Mouffe, teoretyk polityki (XX wiek)
- François-Joseph Navez, malarz (XVIII wiek)
- Marcel Thiry, poeta (XIX wiek)
- Fernand Verhaegen, malarz (urodzony w Marchienne-au-Pont, XIX wiek)

## Współpraca
Miejscowości partnerskie:
- Casarano, Włochy
- Donieck, Ukraina
- Follonica, Włochy
- Himeji, Japonia
- Hirson, Francja
- Manoppello, Włochy
- Pittsburgh, Stany Zjednoczone
- Saint-Junien, Francja
- Schramberg, Niemcy
- Sélestat, Francja
- Waldkirch, Niemcy